# Hrabstwo Moore (Teksas)

Piramida wieku hrabstwa

Hrabstwo Moore – hrabstwo położone w USA w stanie Teksas. Utworzone w 1876 r. Siedzibą hrabstwa jest miasto Dumas.

## Gospodarka
Gospodarka hrabstwa zdominowana jest przez rolnictwo, a produkcja wołowiny i nabiałów należą do najwyższych w stanie i w kraju. Do ważnych produktów rolnych należą także: kukurydza, pszenica, bawełna i sorgo. 55% areału stanowią pastwiska i 43% to obszary uprawne. 
Od lat 30. XX wieku produkcja ropy naftowej, a przede wszystkim gazu ziemnego, zdominowała lokalną gospodarkę. W 2019 roku w hrabstwie wyprodukowano prawie 200 tysięcy baryłek ropy naftowej.

## Sąsiednie hrabstwa
- Hrabstwo Sherman (północ)
- Hrabstwo Hutchinson (wschód)
- Hrabstwo Carson (południowy wschód)
- Hrabstwo Potter (południe)
- Hrabstwo Oldham (południowy zachód)
- Hrabstwo Hartley (zachód)
- Hrabstwo Dallam (północny zachód)

## Miasta
- Cactus
- Dumas
- Sunray

## Demografia
W 2020 roku 86,2% mieszkańców hrabstwa stanowiła ludność biała (31,4% nie licząc Latynosów), 6,2% miało pochodzenie azjatyckie, 4,2% to byli czarnoskórzy Amerykanie lub Afroamerykanie, 1,8% to rdzenna ludność Ameryki i 1,4% było rasy mieszanej. Latynosi stanowili 57,3% ludności hrabstwa.

## Religia
W 2010 roku największą grupę religijną w hrabstwie stanowią ewangelikalni protestanci, którzy dominują w krajobrazie północnego Teksasu. Drugą co do wielkości grupą są muzułmanie, którzy stanowią 11,6% populacji, co jest najwyższym odsetkiem w Teksasie i piątym co do wielkości w USA.
Mniejsze wyznania obejmowały innych protestantów (6,7%), katolików (5,7%), mormonów (1,3%) i świadków Jehowy (1 zbór).